# Municipio de Wayne (condado de Lake)
El municipio de Wayne (en inglés: Wayne Township) es un municipio ubicado en el condado de Lake en el estado estadounidense de Dakota del Sur. En el año 2010 tenía una población de 89 habitantes y una densidad poblacional de 0,97 personas por km².

## Geografía
El municipio de Wayne se encuentra ubicado en las coordenadas 44°9′9″N 97°18′36″O / 44.15250, -97.31000. Según la Oficina del Censo de los Estados Unidos, el municipio tiene una superficie total de 91.95 km², de la cual 91,95 km² corresponden a tierra firme y (0 %) 0 km² es agua.

## Demografía
Según el censo de 2010, había 89 personas residiendo en el municipio de Wayne. La densidad de población era de 0,97 hab./km². De los 89 habitantes, el municipio de Wayne estaba compuesto por el 97,75 % blancos y el 2,25 % eran de una mezcla de razas. Del total de la población el 0 % eran hispanos o latinos de cualquier raza.